# ۷ آذر
۷ آذر دویست و پنجاه و سومین روز از سال در گاه‌شماری خورشیدی است. به پایان سال ۱۱۲ روز (۱۱۳ روز در سال کبیسه) باقی‌است.

## رویدادها
- ۱۳۶۲ - نهاد جهاد سازندگی به وزارت جهاد سازندگی تبدیل شد
- ۱۳۹۵ - حادثه ۷ آذر ۱۳۹۵ فروند بالگرد میل-۱۷ شرکت نفت خزر

## زادروزها
- ۱۳۰۷ - داریوش صفوت، موسیقی‌دان
- ۱۳۳۵  - محمد عمرانی، بازیگر، کارگردان، نویسنده و صداپیشه
- ۱۳۳۸ - نادر دست‌نشان، بازیکن فوتبال
- ۱۳۴۶ - حسین شهابی، نویسنده و کارگردان
- ۱۳۴۷ - حمید امجد، نویسنده، کارگردان، داستان‌نویس، مترجم و پژوهشگر
- ۱۳۴۹ - منصور ضابطیان، روزنامه‌نگار، کارگردان، مجری رادیو و تلویزیون، پادکست ساز، نویسنده و تهیه‌کننده
- ۱۳۵۷ - کامیار، خواننده
- ۱۳۵۸ - روزبه بمانی، شاعر، خواننده و بازیگر

## درگذشت‌ها
- ۱۳۰۰ - عبدالبهاء، فرزند ارشد بهاءالله
- ۱۳۷۷ - حمید مصدق، شاعر و حقوق‌دان
- ۱۳۹۵ - سید محمدتقی شاهرخی خرم‌آبادی، نماینده استان لرستان در دوره سوم مجلس خبرگان رهبری و دوره چهارم مجلس خبرگان رهبری
- ۱۳۹۹ - پرویز پورحسینی، بازیگر
- ۱۳۹۹ - محسن فخری زاده، از شخصیت‌های اصلی برنامه هسته‌ای ایران
- ۱۴۰۱ - عرشیا امام قلی‌زاده، از بازداشت‌شدگان خیزش ۱۴۰۱ ایران